# Haras de Valême
 (mars 2025).

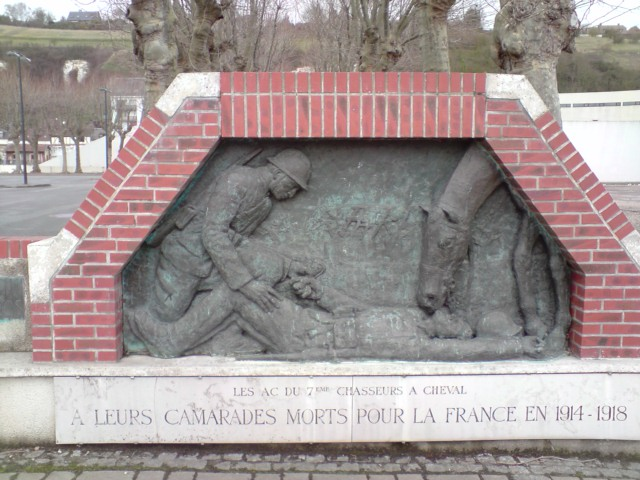
Monument aux morts de 1914-1918 du 7e régiment de chasseurs à cheval (Évreux) témoigne de la longue tradition équestre à Évreux tout d'abord pour les besoins de l'armée de terre et de nos jours pour le loisir sportif.

Le haras de Valême est un centre équestre à Évreux dans le département de l'Eure en Normandie située en France.

## Ses spécificités
Le haras de Valême située dans le quartier de Cambolle au sud ouest d'Évreux sur la route de Conches-en-Ouche est fidèle à la tradition des haras normands en pointe de l'excellence équestre elle organiser des compétitions démonstration en 2023 appelle Jump 2023.

## Les chevaux
Il s'agit d'un haras urbain relativement petit à l'opposé du haras du pin dont le nombre de cotisations est limité à 250 cotisations, il se veut ouvert à tous avec un large éventail de possibilité d'activité des chevaux pur sang au poney quel que soit le niveau de qualification dans le domaine équestre.

## Ses équivalents dans les environs
Le haras de Valême a pour équivalent à Huest l'école d'équitation Ledermann du nom de ses propriétaires qui lui aussi obéit à des normes éthiques de respect du cheval et du cavalier d'une part et d'autre part une volonté d'excellence tourné vers la compétition sportive.

## Son histoire
En 1944, est mentionné dans le journal d'Évreux en date du 29 avril, un haras de pur sang à Saint-Taurin.
En 2009, est créé dans le quartier de Cambolle à Évreux, le haras de Valême à l'initiative de la collectivité locale de la communauté du grand Evreux agglomération (GEA) actuellement Évreux Portes de Normandie (EPN) conformément à la nouvelle règlementation des haras nationaux venant d'être voté et ratifier en 2009.